# Nodar Hizanisvili
Nodar Hizanisvili, grúzul: ნოდარ ხიზანიშვილი (Batumi, 1953. január 31. –) szovjet válogatott grúz labdarúgó, hátvéd.

## Pályafutása

### Klubcsapatban
1972–73-ban a Dinamo Batumi, 1973 és 1982 között a Dinamo Tbiliszi, majd 1983-ban a Torpedo Kutaiszi labdarúgója volt. A Dinamo Tbiliszivel egy szovjet bajnoki címet és kettő kupagyőzelmet ért el. Tagja volt az 1980–81-es idényben KEK-győztes csapatnak.

### A válogatottban
1982. április 14-én Buenos Airesben egy Argentína elleni barátságos mérkőzésen szerepelt a szovjet válogatottban. Az utolsó nyolc percre állt be csereként Leonyid Burjak helyére.

## Sikerei, díjai
Dinamo Tbiliszi
- Szovjet bajnokság
  - bajnok: 1978
- Szovjet kupa
  - győztes (2): 1976, 1979
- Kupagyőztesek Európa-kupája (KEK)
  - győztes: 1980–81